# Bahnhof Champagne-Ardenne TGV

Champagne-Ardenne TGV ist ein Bahnhof im Streckenkilometer 113,7 an der LGV Est européenne, einer Hochgeschwindigkeitsstrecke zwischen Paris, Ostfrankreich und Süddeutschland. Er ist neben Lorraine TGV und Meuse TGV einer von drei Bahnhöfen der LGV Est européenne. Die Station befindet sich auf dem Gebiet der Gemeinde Bezannes, etwa fünf Kilometer südlich der Stadt Reims. Der Bahnhof wurde am 30. Mai 2007 in Betrieb genommen und wird seit dem 10. Juni 2007 von Zügen bedient.

## Infrastruktur
Der Bahnhof Champagne-Ardenne TGV nimmt unter den Bahnhöfen an französischen Schnellfahrstrecken eine Sonderstellung ein, da er neben den üblichen zwei Bahnsteiggleisen und den beiden Gleisen für durchfahrende Züge über zwei separate Gleise für den Regionalverkehr verfügt. Östlich des Bahnhofs laufen sie parallel zur LGV und vereinigen sich schließlich mit dem am Raccordement des Trois-Puits abzweigenden Gleis in Richtung Reims.

## Verkehrsanbindung
Der Bahnhof ist über regelmäßig verkehrende Pendelzüge ab und zum Bahnhof Reims erreichbar. Sie enden an zwei Stumpfgleisen des Regionalbahnhofs. Vom Bahnhof bestehen umsteigefreie Verbindungen nach Paris (Gare de l’Est), Straßburg, Bordeaux, Lille, Rennes und Nantes. Seit April 2011 verkehrt eine Linie der Straßenbahn Reims zum Bahnhof.
Unmittelbar am Bahnhof stehen rund 700 kostenpflichtige Parkplätze zur Verfügung.